# 岩城和男
岩城 和男（いわき かずお、1927年7月4日 - ）は、日本の元俳優、元声優、元演出家。神奈川県横浜市出身。

## 人物
日本大学予科卒業。舞台芸術学院本科2期、中央演劇学校出身。
劇団仲間、前進座、劇団舞芸座、劇団泉座、東京芸術座、劇団東演、東京俳優生活協同組合、ぱらーた企画、ワンダフルライフプロジェクトに所属していた。
趣味・特技はグライダー操縦。

## 出演作品

### テレビドラマ
NHK
- 大河ドラマ
  - 赤穂浪士（1964年） - 行者
  - 国盗り物語 第45話「伊賀圧殺」（1973年） - 伊賀衆
  - おんな太閤記（1981年） - 兵糧奉行
  - 峠の群像（1982年） - 榊原平右衛門
  - 徳川家康（1983年） - 五味新蔵
- アイウエオ（1967年）
- 連続テレビ小説 / おしん（1983年） - 医者
- 円空（1988年7月2日）

日本テレビ
- 無用ノ介 第7話「無用ノ介世直し不動にあう」（1969年） - 町人
- 超人バロム・1（1972年）
  - 第12話「魔人キノコルゲはうしろからくる!」 - キノコルゲの声
  - 第25話「魔人ホネゲルゲの白骨が風にうめく!」 - ホネゲルゲの声
- サンダーマスク 第3話「火を吐く魔獣」（1972年） - 書店店主
- ファイヤーマン 第13話「竜神沼の恐怖」（1973年） - 教師
- 愛のサスペンス劇場 / 母の絶唱（1975年）
- 太陽にほえろ!
  - 第180話「訣別」（1975年） - 旭荘住人
  - 第220話「ジュンの復讐」（1976年） - 警察犬訓練士
  - 第259話「怪物」（1977年） - 債権者
  - 第274話「帰ってきたスコッチ刑事」（1977年） - 山手銃砲火薬店店主
  - 第354話「交番爆破」（1979年） - アパート大家
  - 第366話「真夜中の殺意」（1979年）
  - 第397話「音の告発」（1980年） - マンション管理人
  - 第406話「島刑事よ、さようなら」（1980年） - 浅見運輸社員
  - 第425話「愛の詩-島刑事に捧ぐ」（1980年）
  - 第459話「サギ師入門」（1981年） - 南郷建設社員
  - 第515話「生いたち」（1982年） - マンション管理人
  - 第540話「北の女」（1983年） - 町工場主人
  - 第548話「金曜日に会いましょう」（1983年） - 印刷工場長
  - 第554話「シルバー・シート」（1983年） - 二葉町老人クラブ経営者
  - 第562話「ブルース刑事登場！」（1983年） - おでん屋台店主
  - 第645話「ラガーの華麗なプレー」（1985年） - 質屋店主
- 大都会 闘いの日々 第27話「雨だれ」（1976年）
- 祭ばやしが聞こえる（1977年）
- 気まぐれ本格派（1977年）
- 土曜グランド劇場
  - 熱中時代 先生編 第2シリーズ 第5話「熱中先生とさいはての少女」（1980年） - 番頭
  - 事件記者チャボ! 第4話「絶体絶命！チャボの大脱走」（1983年） - ドヤ街の主人
- 警視-K 第3話「自白への道」（1980年10月21日）
- 俺はおまわり君 第10話「夜もふけて、ひと恋しくて…」（1981年）
- 刑事貴族2 第4話「女弁護士」（1991年5月3日）
- 火曜サスペンス劇場 / 小京都ミステリー 第6作「会津涙橋殺人事件」（1992年7月7日）

TBS
- いまに見ておれ（1964年）
- あたしとあなたのシリーズ3　夫よりも妻よりも（1965年5月16日）
- 木下恵介アワー / 女と刀（1967年）
- タケダアワー ※ノンクレジット[要出典]
  - ウルトラセブン 第8話「狙われた街」（1967年11月19日） - 警官[6]
  - 怪奇大作戦 第10話「死を呼ぶ電波」（1968年11月17日） - 秘書風の男の声[7]
- 東芝日曜劇場
  - 24才 その9 その夏の日に（1969年）
  - 女と味噌汁 その34（1976年）
- サインはV（1969年）
- 花王 愛の劇場 / 第二の結婚（1971年）
- 刑事くん 第1部 第18話「真冬への誓い」（1972年1月3日）
- もうひとつの春（1975年）
- 夜明けの刑事 第30話「バクチの好きな夫に気を付けろ!!」（1975年）
- 高原へいらっしゃい 第1話「面川が東京でスカウト、各自ホテルへ集結」（1976年）
- グッドバイ・ママ（1976年）
- 赤い衝撃 第12話「それは言えない！幻の父」（1977年）
- 薔薇海峡 第1話「愛がそむく朝」（1978年）
- Gメン'75 第210話「出刃包丁を持った男」（1979年） - 狙撃現場の捜査員
- 3年B組金八先生 第1シリーズ（1979年）
- 噂の刑事トミーとマツ
  - 第1シリーズ
    - 第9話「トミマツのセメント詰め」（1979年）
    - 第26話「決戦！トミコ対マツコ」（1980年）
    - 第33話「奇妙きてれつ、ダブル変身」（1980年）

  - 第2シリーズ 第26話「湖の対決！トミー死の円月殺法」（1982年）
- 日立スペシャル / 曠野のアリア（1980年）
- 野々村病院物語II 第12話「女の友情」（1982年）

フジテレビ
- 戦国群盗伝（1964年）
- 戦え! マイティジャック 第8話「地獄へ行って笑え！」（1968年） - 尋問係
- ミラーマン 第15話「謎の怪獣スクリーン -三大怪獣登場-」（1972年） - 警察官 ※ノンクレジット[要出典]
- 青春をつっ走れ 第12話「友情かついで越えて行け！」（1972年）
- 快傑ライオン丸 第35話「血に笑う怪人アリサゼン」（1972年） - 吾助
- 同心部屋御用帳 江戸の旋風 第10話「質ぐさ女房」（1975年）
- 逢えるかもしれない（1976年）
- 華麗なる刑事 第2話「男のバラード」（1977年）
- 大捜査線→大捜査線シリーズ 追跡（1980年）
  - 第15話「一枚の紙」
  - 第34話「この子はだァれ？」
- 旅がらす事件帖 第9話「浮世がるたの裏表」（1980年）

NET→ANB
- 愛のうず潮（1968年）
- アクマイザー3（1975年 - 1976年） - 秋田源作
- がんばれ!!ロボコン 第53話「ボロロンジャン！ロボカータクシー日本一」（1975年） - 第一ことぶき荘大家
- 超神ビビューン 第30話「少年剣士が石になる？呪いの町道場」（1977年） - 医師
- 達磨大助事件帳 第1話「唄祭り姉妹しぐれ」（1977年）
- 特捜最前線
  - 第33話「虐殺・父に捧げる挽歌」（1977年）
  - 第278話「逮捕 魔の24時間！」（1982年）
  - 第311話「パパの名は吉野竜次」（1983年）
  - 第412話「OL 横浜ラブストーリー！」（1985年）
- ロボット110番 第29話「パールちゃん立って！」（1977年） - シゲオの父親
- 透明ドリちゃん 第25話「さよなら妖精たちよ」（1978年） - 犬を連れたおじさん
- バトルフィーバーJ 第26話「包帯男の仮面報告」（1979年） - ホウタイ怪人の声
- ザ・ハングマン 第28話「強盗を飼う警部」（1981年） - 初老の銀行強盗犯
- 西部警察 PART-III 第21話「PM3・消えた1億円」（1983年） - 田上（タクシー運転手）
- 超人機メタルダー 第30話「守れ！秘密基地」（1987年） - 医師
- 土曜ワイド劇場 / 上高地に消えた女（1990年）

12ch→TX
- スパイダーマン（1978年）
  - 第10話「炎地獄にへび女の涙を見た」 - 警察病院医師
  - 第29話「急げGP-7 時間よ止まれ」 - 久保運転手
- 大江戸捜査網
  - 第373話「美人絵に秘めた女地獄の謎」（1981年1月24日）
  - 第399話「父娘が泣く非情の武士道」（1981年7月25日）
  - 第418話「錠前師の哀歌」（1981年12月5日）
  - 第504話「八丁堀情話 夫よ許して!」（1983年8月13日）
  - 第523話「俺は殺せない！涙の雪化粧」（1983年12月24日）
- 月曜・女のサスペンス
  - 夏樹静子トラベルサスペンス「青函特急から消えた男 仙台・青森・札幌 女ふたり連続殺人行」（1988年）
  - 列島縦断事件シリーズ「鳥羽・海になく女」（1990年）

YTV
- 丹下左膳 乾坤篇（1974年）
- 北都物語-絵梨子のとき-（1975年）

MBS
- 仮面ライダー 第35話「殺人女王蟻アリキメデス」（1971年） - 警備員
- 怪談 第5話「怨霊まだら猫」（1972年） - 薬売り

THK
- あかんたれ（1976年）

### 映画
- 幻の湖（1982年、東宝）
- 首都消失（1987年、東宝）

### テレビアニメ
- アンデス少年ペペロの冒険（1975年） - 村人
- ドンチャック物語（1976年）
- 母をたずねて三千里（1976年）
- 名犬ジョリィ（1981年） - 出札係
- こちら葛飾区亀有公園前派出所（1997年） - 姫路秀三郎、ガチョン寺の住職、西郷小金丸、インチョキ堂の店主
- 満月をさがして（2003年） - 英知の祖父

### 吹き替え
- 現金に体を張れ（1970年） - 男D、ポリスB
- サムソンとデリラ（1971年）